# 欲鬼
《欲鬼》（日语：欲鬼）是日本漫畫家色原三的日本漫畫作品，於《少年Magazine R》2015年4月20日發售的1号（創刊号）至2019年4月19日發售的3号進行連載。單行本全9卷。話數標示為「第○審」。

## 故事内容
這個世界上有「鬼」存在，將自身欲望具現化的「鬼」。如果「想要破壞」就具備「破壞」的力量；如果「想要制裁」就具備「制裁」的力量，在世界中蔓延的「欲望」的化身，這就是「欲鬼」。
半夜遇上了欲鬼！逃竄的途中遇見了擊敗欲鬼的哥哥和深夜裸奔的妹妹……正義的欲鬼退治物語即將展開！

## 登场角色

### 主要角色
二十 正人（Jitsunashi Masato）
欲望：「正義欲」，以巨大錘子給予斷定「惡」者制裁。並角
欲鬼獵人。說話很直接，閒著無聊會欺負妹妹新菜，被真田哲以為是虐待欲。以新菜為餌，再吊上欲鬼。
被拜託制裁時，需拜託人的許可，口說或是心中許可，錘子的制裁才會發動。
因年幼時，全家被古茨尤莉亞殺害，正尋找她。雖然新菜是古茨尤莉亞的女兒，卻不恨她，反而常常欺負她。
不喜歡香菸的味道，對於黃泉吃掉自己的頭髮很噁心。
當新菜被抓走時，非常氣憤。
年幼時，二十家、月居家與十口家被古茨尤莉亞給綁架。她要正人笑，要是不笑或是不自然的笑就傷害他的家人。最後只剩爸爸還有些許氣時，直接在正人面前做了那檔事。被釋放後，不僅營養失調，精神也顯著不安定，有很長一段時間都無法正常開口。跟新菜的關係是同父異母的兄妹。
將鬢角留長成辮子似乎是提醒自己不要忘記最恨的古茨尤莉亞以及當時的事。
聽到新菜所說後，對於欲鬼保護設施抱有遲疑，並在十口的幫助下，冒險潛入欲鬼保護設施。
古茨 新菜（Koibara Niina）
欲望：「被殺欲」，被傷害部位會再生，血也會回到自身。雙角
巨乳一枚，一出場就裸著上半身，而被真田哲誤會為變態。
古茨尤莉亞的女兒，小時候就被教育「被殺很舒服、還想被殺」的欲望。
未參與革命事件且被芥抓到畏菜的住處。
明白了自己是怎麼樣生下來後，瘋狂的抓傷自己並對著正人提議將自己殺了吧。但受到椿的話而釋懷。
茶番 椿（Satsugai Tsubaki）
欲望：「殺人欲」，背後顯現椿花以及兩條尖物作為攻擊。一角→並角
姓氏音似「殺害」，新菜的同班同學。從未殺人過，卻有著想殺人的欲望。想請正人消除他的欲望，遭拒絕。
父母雙亡。摒棄了祖父被殺的恨意，將ＢＪ逮捕。
未參與革命事件，只與新菜看著電視的轉播看著事件發生。
被芥打倒才讓他抓走新菜的。

### 警察廳 欲鬼犯罪對策本部
簡稱「欲對」

### 欲鬼搜查科
十口 一（Toguchi Hajime）
欲鬼搜查第一科科長。
小時候就認識正人跟朝日。
家人只有父親，母親早逝。
年幼時，二十家、月居家與十口家被古茨尤莉亞給綁架。她要他把混雜了蟲子和髒東西的食物一直不停吃下去，但最後她還是把唯一的家人給殺害。
原本為了查清楚事情真相才進入欲對，但是在聽完新菜的話後，放棄調查並害怕，認為欲對的其中組織太龐大而退縮......表面上是如此，事實上是秘密進行但被優木輕度監視嚴重警告，所以行動不太方便。以前與正人定下的秘密方式聯絡，此刻秘密地將線索給了正人。
受樒的能力影響，不得將欲鬼犯罪對策本部、欲鬼保護設施、欲鬼生活監視局的相關情報不得洩漏給他人。給正人的線索也是拐彎抹角的，只能讓正人自己解開。
河島 汀（Kawashima Nagisa）
欲鬼搜查第一科搜查員。

### 欲鬼處理部隊
優木 心（Yuuki Kokoro）
欲鬼處理部隊隊長兼第一班班長。
對革命事件以及下令殺掉弓病 黃泉的主謀，也命才花挖角朝日進他的組織。
與<Y>共謀，想讓一切變為邪惡、將世界上的人類變為欲鬼。據畏菜所言，古茨尤莉亞信任他，而他愛著古茨尤莉亞，所以會為她獻出一切。
鯨幕 自來也（Kujirama Jiraiya）
欲鬼處理部隊第二班班長〈相當於警部補〉。
當朝日質問優木的同時，被他暴力制止。
樒 供花（Sikimi Kyouka）
欲望：？。如日本童謠的《勾手指》約定，而違約的人要吞百根針。雙角
欲鬼處理部隊第二班。
案山子鹿、五角、朽尾、塞因、田嬲、白臼、子李都是因樒的能力而招封口致死。也對十口下了一樣的能力。
月居 朝日（Tsukiori Asahi）
欲望：「法制欲」，將眼前的人以手部拍照姿勢，令對方定格。雙角
欲鬼處理部隊第三班班長〈相當於欲鬼巡查部長〉。
不擅長講笑話。
與正人、十口小時候就認識。
年幼時，二十家、月居家與十口家被古茨尤莉亞給綁架。她要朝日絕對禁止眨眼睛(用手撐著也行)，但終究是無法避免家人的死亡。被釋放後，不僅營養失調，精神也顯著不安定，有很長一段時間都無法正常開口。
眼皮上下的傷就是當時手撐著而留的痕跡。
抱持懷疑的有勇無謀去找了優木，知道他們的計畫後，在她質問優木的同時，卻被鯨幕暴力制止，而關進欲鬼保護設施的途中。
生薄 愛好（Kisusuki Aisu）
欲望：「性欲」，能令對方視線離不開自己，對方身體也不能自已的有反應。雙角
欲鬼處理部隊第三班。
很愛流口水，警衣裡不打領帶、不穿襯衫，穿著露骨。
柵 祈（Sigarami Inori）
欲望：「把握欲」，探知周圍欲鬼的情況等。雙角
欲鬼處理部隊第三班。
繰糸 通（Kuriito Toori）
欲望：「強欲」，使42隻手臂顯現並操縱它們。一角
欲鬼處理部隊第三班。
毫不隱藏自己看上朽尾的身體，讓她速速投降。革命事件結束，第三班在休假泡溫泉時，大膽窺視女隊員，被犬神以手刀打倒。在前往欲鬼保護設施路途中船隻遭到襲擊，在隊友們落水時，幫助他們上岸。
犬神 梅露露（Inugami Meruru）
欲望：「變身欲」，變身為「魔法少女 梅露☆露」的魔法少女狀態。一角
欲鬼處理部隊第三班。
氏井田 京樂（Ujiida Keiraku）
欲望：「擊碎欲」，能使出黑色閃電般的攻擊。一角
欲鬼處理部隊第三班。
很有宅味的小胖子。
艾米・華德（Eimi Wado）
欲望：「欺騙欲」，干涉對手的精神、使其相信自己所說，操控對自身的信賴程度。雙角
欲鬼處理部隊第三班
美國人，但是是土生土長在日本(關西)所以不會說英文，對上塞因完全無法溝通，但利用了能力，輕易逮捕塞因。
？
欲望：？，能使出蛇。一角
？
欲望：？，能使用劍。一角
右富
欲鬼處理部隊第五班班長
革命事件鎮壓江戶川區的欲鬼
弓病 黃泉（Yumiya Miyomi）
欲望：「食髮欲」(暫定)，頭髮可變為剪刀作為攻擊，並角
欲鬼處理部隊第六班班長〈相當於欲鬼巡查部長〉。
每次看到正人，都想偷偷吃掉他的頭髮。
因才花的簡訊而赴約，但是是個陷阱。與敵人對上，最後不知為何反為被害，身亡。
事實是被優木命令的才花殺害。
水櫻 才花（Miou Saika）
欲望：「障礙欲」，能夠在對方的視野中短時間產生錯亂。雙角
欲鬼處理部隊第六班。
敵人用才花的手機傳給弓病，到場時已經死亡。但是在其他人到場時，卻是以剛到場的形式出現。
革命事件最後，變化為上条殺害守井。
與朝日的對話中得知她與優木班長以其數名隊員都與<Y>有關，也是殺死黃泉以其組織的人，並挖角朝日反被揍而投降。
日鐵 社（Kagane Yasiro）
欲望：？，似乎能將物件轉換。雙角
欲鬼處理部隊第六班。
侍紋 門司（Jimon  Monji）
欲望
欲鬼處理部隊第六班。
平頭只留一長搓頭髮。
麻吊メイ（Matsuri Mei）
欲望：？。一角
欲鬼處理部隊第六班。
皮膚黝黑、俐落短髮的女性。
夕卜
欲鬼處理部隊第八班班長
革命事件鎮壓墨田區的欲鬼
雪白
欲鬼處理部隊第九班班長
革命事件鎮壓豐島區的欲鬼
帝神
欲鬼處理部隊第十班班長
革命事件鎮壓中野區的欲鬼

### 欲鬼生活監視局
右銀 左刈
欲鬼生活監視局局長。
認識十口的父親，在他還是小警察時被他受邀加入成立不久的欲鬼生活監視局。然而，久而久之立場變了，與優木一同為背叛者。
因受過十口父親的關照，不忍心也不能放任十口的調查，讓樒以能力封口。
紙墨 碑文

### Y
以古茨尤莉亞為首，以她的名字開頭為代號，欲對稱這組織為「Y」。
得知了優木為內鬼幫助，真正的目的是將世上的人們都變成欲鬼。
古茨 尤莉亞（Koibara Yuria）
欲望：「污染欲」，玷汙一切事物，本願是將白變成黑、純粹的東西變不純粹、正義變邪惡等。
新菜的媽媽、正人的仇人、ＢＪ口中的女神。
發起「革命」宣言，引起大量人類同時欲鬼化。
笑起來跟畏菜一模一樣，是個帶點孩子氣，但極度瘋狂的女人。
過去綁架了二十家、月居家與十口家，要求三家的兒女完成她所下達的任務來決定家人的生死。在正人面前對他父親做了那檔事，而生下了正人同父的妹妹新菜。似乎有多量兒女，且全部的子女們都擁有著同樣的欲望。
就畏菜所言，她是『欲鬼的始祖』且因罹癌，在革命事件後安樂死。然而正人卻遇上了還活著的尤莉亞，跟他說起所有一切並且這要從某個人開始說起...
古茨 畏菜（Koibara Isai）
欲望：「污染欲」
革命事件中出場但未作戰。
新菜的異父哥哥，為了新菜而把髮型弄得跟正人一樣。
想跟新菜做羞羞的事而被新菜說噁心，受打擊。也說出正人跟新菜是異母的兄妹。在播放著古茨尤莉亞所做的過去事跡時，不忘繼續騷擾新菜而被扁。
已經知道了正人潛入欲鬼保護設施並告訴他有關古茨 尤莉亞瑣事。
田中 洋平（Tanaka Youhei）
欲望:「無欲」。無角
外表很普通、感覺沒什麼特點。
對上愛好，愛好聲稱有發動能力，但是完全沒事的離開。
被畏菜所找到的欲鬼，聲稱他是「最兇惡的欲鬼」，當莫里斯要拍他肩膀招呼時，被畏菜制止警告不要刺激他，有著畏菜無法掌控的部分。
因李唯生氣的打了他的頭部而利用未知的力量殺了她，卻沒有欲角出現。但是本人卻是沒有一點表情的殺害她。
芥 牡丹（Akuta Botan）
欲望：？，風的顯現體。一角
帶走新菜、踢斷三囮右手的元兇之一。
雖然帶走了新菜，但是當她離開時，不但不阻止反而護送她到家。只為工作上的指令而執行，其他就不管。
伊格納修・瓦卡雷拉（Igunatsuo Vakarera）
欲望：「放火欲」，能吐出火焰。一角
帶走新菜、傷害花圓家女僕的元兇之一。
當又遇上三囮小姐時，一時大意被她藏起的炸彈同歸於盡。
莫里斯・伍德（Morisu Vudo）
欲望：？。併角
剃著格紋平頭的高大黑人，調侃芥看到女孩伸出援手有王子氣質。
李唯（Ri Vi）
欲望：？，能溶解一切。雙角
嘴角有著美人痣的女人，很期待芥被炒魷魚。
被田中洋平殺害。
？
欲望：？，雙手變為翅膀。一角
載著伊格納修至空中對艾米等人。
俵原 蕨生
欲望：「操縱欲」，對象的人偶化。雙角
通稱「Black Joker」，簡稱「ＢＪ」。
原搞笑藝人，操縱殺害者的表情肌，固定好再殺害，引起死後僵直「笑著的屍體」，同時留下自己的拳頭痕跡。被椿逮捕，也被對策局判死刑。
案山子鹿 久延毘古（Kakasigasika Kuebiko）
欲望：？，三刀實體化。一角
在正人到達上条的住處時，攻擊正人。最後落荒而逃。
脖子上有著似繩子的勒痕。
在「革命」時，被朝日逮捕，但是再要說出殺害黃泉的人時，被突如在喉嚨的針傷至吐血身亡。
？
欲望：？，以狼牙棒作為攻擊。一角
假裝殺害才花並引出黃泉，也被她打倒。
守井 升（Kamii Syou）
欲望：「創造欲」(鯨幕推測)，能將吸取人類靈魂轉映在稿紙上再實體化。並角
名字的讀寫與上条登一樣，但是是不一樣的人，名字都可以寫做「かみじょ　のぼる」。
在正人調查上上上事件時相遇，正確來說是監視。外表是個一副懶散的女孩。
與上条的關係是在投稿作品，文：上条登、構思：守井升。而「上上上」是兩人共用的筆名。
其實與上条是因緣際會在圖書館裡，因上条父親的書而上条單方面找她聊天。
喜歡上条，被古茨尤莉亞的話影響想讓他只依存自己，收取了上条父母的靈魂而被他不被理解，最後也收取他的靈魂。
最後逃離戰場，但是被變化成上条的才花殺害。
五角 彈市（Gokaku Hikuichi）
欲望：？，武士刀。一角。
穿著和服、帶把刀的武士欲鬼，話沒說多少就被正人打倒。被突如在喉嚨的針傷至吐血身亡。
朽尾 繼美（Kuchio Tsugumi）
高中生。對上繰糸覺得無法贏而正要說出組織情報時，被突如在喉嚨的針傷至吐血身亡。
塞因・歐（Sain O）
欲望：？。一角
美國人，對於正人秒擊五角，很懷疑他真的是正義欲的欲鬼嗎。
對上艾米時，不是很喜歡的用日語對話。被套上話，被艾米逮捕。被突如在喉嚨的針傷至吐血身亡。
田嬲 黑畏（Tanaburi Kuroe）
欲望：？，回復年輕。雙角
長者，突然回復年輕戰鬥，以手杖刀作為武器。被氏井田擊敗。被突如在喉嚨的針傷至吐血身亡。
白臼 百日（Sirausu Momoka）
欲望：？，巨大化。雙角
皮膚黑黝的男子，被犬神擊敗。被突如在喉嚨的針傷至吐血身亡。
子李 學（Susumomo Manabu）
在意自身是否老土的女子。才一擊就被繰糸擊昏。被突如在喉嚨的針傷至吐血身亡。

### 其他欲鬼
？
欲望：「破壞欲」，一角
一出場差點攻擊到真田哲，被正人制裁。
真弓（Mayumi）
欲望：「獨佔欲」，顯現出食人的三眼怪物。一角
真田哲的青梅竹馬，因太想獨佔真田哲而殺害他的媽媽和妹妹，被正人制裁。
愛花（Manaka）
欲望：「愛欲」，雙手的指尖化為利爪作攻擊。一角
很愛茂松，愛到殺害茂松所看上的女性，被正人制裁。
？
欲望：「金錢欲」(暫定)，顯現出似巨大的小豬撲滿，收集金錢。一角
要求他人交出金錢並竊集，被朝日逮捕。
戶向（Tomukai）
欲望：「母性欲」，叫出的聲音作為搖籃，使人睡著。雙角
新菜、椿的老師。對於班上的人而言像「媽媽」一樣。
年幼不懂母愛，且尋求母親、孩子的欲求，導致現在欲望具現。
保管上条的稿紙，再交給正人。
上条 登（Kamijyo Noboru）
欲望：「自我展示欲」(保護設施的紀錄)
原椿的同班同學，將Ｄ.Ｏ.Ｒ.交給ＢＪ的中間人(守井變的)。是被逮捕的欲鬼，數據顯示已執行死刑
交給戶向老師保管的稿紙，並對她說「這是爸爸和媽媽的靈魂，所以請小心保存」
父(上条總司)母皆為小說家。從原稿字跡看出是一樣的，而被正人認為是「借助被害人的頭腦所寫的文章」
被守井收取了靈魂
？
欲望：「施虐欲」，一角
過去正人討罰的欲鬼，拿朝日做人質，最後還是被正人打倒。
？
欲望：「自我展示欲」
朝日在前往欲鬼保護設施途中遇到的欲鬼，有幽閉恐懼症。
沒犯罪的他受十口的話而被送到欲鬼保護設施，被他說朝日是他的幸運女神帶給他幸運。似乎能力會幫助到正人與朝日才被十口安插的。

### 其他人物
真田 哲（Sanada Satosi）
真弓的青梅竹馬，知道真弓是殺害他的媽媽和妹妹，差點下手掐她的脖子，被新菜制止。
茂松 重孝（Matsusige Sigetaka）
愛花的男友，但也很喜歡像新菜那樣的巨乳類型的女生。
花圓 問掛（Hanamaru Toikake）
新菜的養父。
花圓 乙女（Hanamaru Otome）
新菜的養母，很喜歡買衣服給正人、新菜。
三囮（Miotori）
花圓家的女僕長，外表看似很慵懶，做飯很好吃。
意外的有能力，但還是被芥傷害
月居 洋介（Tsukiori Yousuke）
朝日的父親。是一名攝影師，但是個被人厭惡的攝影師。
被古茨尤莉亞監禁殺害。
月居 明美（Tsukiori Akemi）
朝日的母親。
被古茨尤莉亞監禁殺害。
十口 終（Toguchi Owari）
一的父親，似乎是欲對裡了不起的人物。
被古茨尤莉亞監禁殺害。
成立欲鬼犯罪對策部，欲鬼保護設施似乎也與他有關。
二十 正文（Jitsunasi Masafumi）
正人的父親，警視廳搜查一課的刑警。
被古茨尤莉亞監禁殺害。
二十 新美（Jitsunasi Niimi）
正人的母親。
被古茨尤莉亞監禁殺害。
二十 新菜（Jitsunasi Niina）
正人的親妹妹。
最先被古茨尤莉亞殺害。

## 用語
欲鬼
將自身「欲望」具現化，擁有超常力量、無上暴戾，而那鬼的真面目就是「人類」
欲角
即欲鬼的角，有分「一角、雙角、三角」
一角：將欲望「實體化」
雙角：將欲望「具現化」
三角：又稱「并角」，一併持有一角、雙角的力量
欲痕
欲鬼所留下來的結晶痕跡。
Ｄ.Ｏ.Ｍ.
「Desire Ogre Monitoring」的簡稱，是個監視欲鬼的微小設備，嵌入欲鬼的脖子，加以監視
Ｄ.Ｏ.Ｒ.
「Desire Ogre Restraint」的簡稱，能抑制欲鬼力量的設備
欲望紐帶
是連接主人和具現體之間，供給能量的管道

## 出版書籍
| 卷數 | 講談社         | 講談社                 | 東立出版社     | 東立出版社             |
| 卷數 | 發售日期       | ISBN                   | 發售日期       | ISBN                   |
| ---- | -------------- | ---------------------- | -------------- | ---------------------- |
| 1    | 2015年11月17日 | ISBN 978-4-06-371497-5 | 2016年12月29日 | ISBN 978-986-470-790-4 |
| 2    | 2015年4月15日  | ISBN 978-4-06-392520-3 | 2017年7月28日  | ISBN 978-986-470-791-1 |
| 3    | 2016年10月17日 | ISBN 978-4-06-392553-1 |                |                        |
| 4    | 2017年4月17日  | ISBN 978-4-06-392579-1 |                |                        |
| 5    | 2017年10月17日 | ISBN 978-4-06-392608-8 |                |                        |
| 6    | 2018年4月17日  | ISBN 978-4-06-511358-5 |                |                        |
| 7    | 2018年10月17日 | ISBN 978-4-06-513463-4 |                |                        |
| 8    | 2019年1月17日  | ISBN 978-4-06-514301-8 |                |                        |
| 9    | 2019年5月17日  | ISBN 978-4-06-515671-1 |                |                        |

## 外部連結
- 色原交差点 （页面存档备份，存于） 本人のブログ
- 色原みたび的X（前Twitter）
- 色原みたびインタビュー（ vermilion『奇跡の狭間』） （页面存档备份，存于）